# Коростенский завод дорожных машин
Коростенский завод дорожных машин (укр. Коростеньський завод шляхових машин) — промышленное предприятие в городе Коростень Житомирской области.

## История

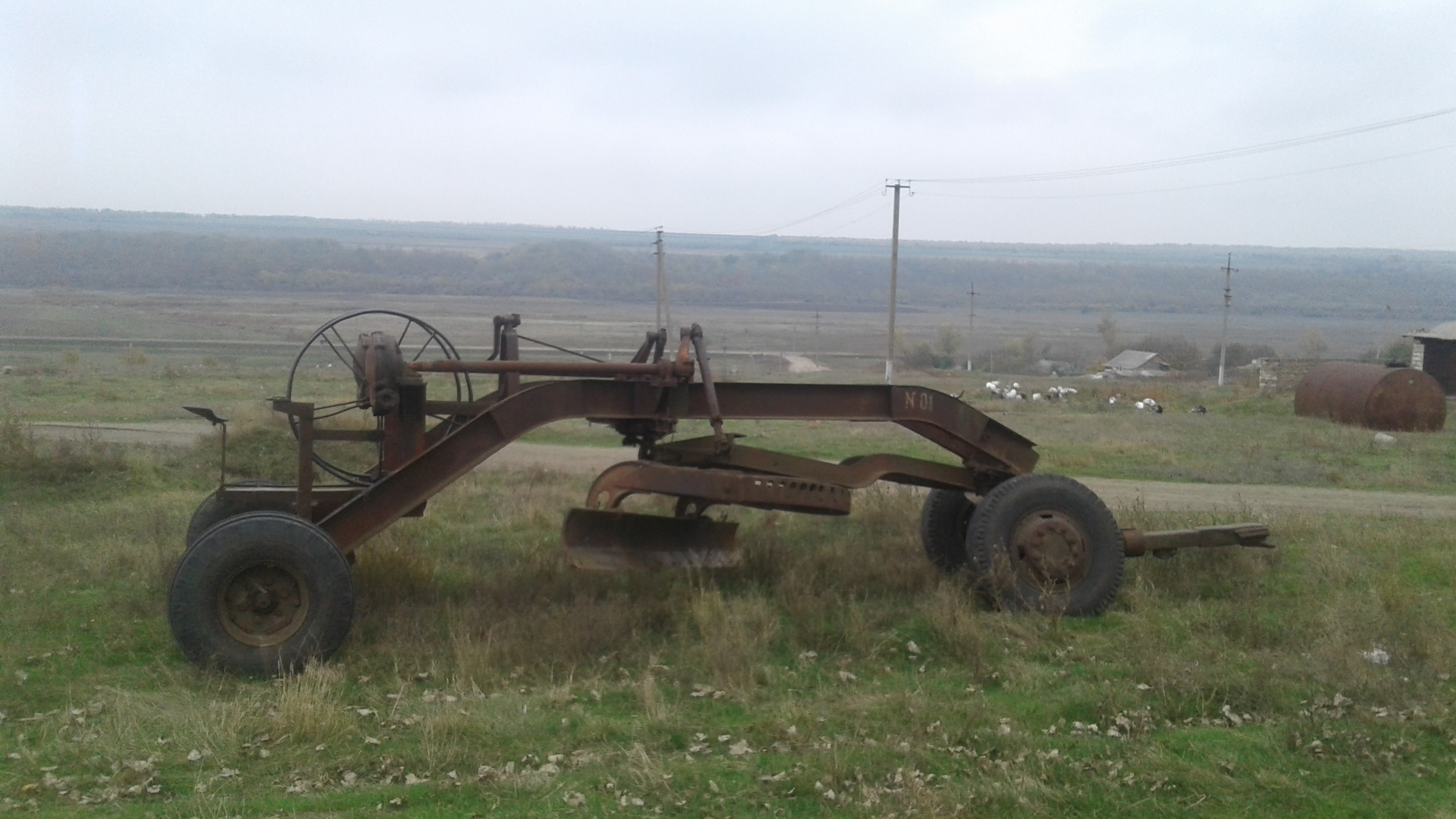
Прицепной грейдер Д-20Б

В 1903 году в Коростене открылись механические мастерские немецкого предпринимателя Остермана.
После Октябрьской революции 1917 года мастерские были национализированы, во время гражданской войны они пострадали, но в дальнейшем были восстановлены и возобновили работу. В 1927 - 1929 гг. на базе мастерских был создан чугунолитейный завод «Октябрьская кузница», первой продукцией которого стали несложные сельхозмашины и инструмент. В 1930 году завод освоил производство оборудование для горнодобывающей промышленности и к концу первой пятилетки стал крупным предприятием республиканского значения.
В 1935 году металлообрабатывающий завод «Октябрьская кузница» был одним из крупнейших предприятий Коростеня, в это время численность рабочих завода составляла свыше 250 человек. В 1936 году рабочие завода участвовали в стахановском движении (стахановцами стали рабочие И. И. Карпеловский, О. М. Бушук, И. А. Сусманов и Д. А. Оверчук).
В ходе боевых действий Великой Отечественной войны и в период немецкой оккупации Коростень серьёзно пострадал, однако после окончания войны в соответствии с четвёртым пятилетним планом восстановления и развития народного хозяйства СССР началось восстановление города. В мае 1945 года здесь изготовили первые металлоизделия, в 1946 - 1947 гг. было построено новое предприятие. К началу 1950-х годов Коростенский завод торфодобывающих и дорожных машин стал одним из крупнейших предприятий Коростеня.
В середине 1950-х годов завод освоил выпуск прицепных грейдеров Д-20Б и Д-241 (ранее выпускавшихся Брянским заводом дорожных машин), в середине 1960-х перешел на выпуск грейдеров Д-20БМ и Д-241А, с 1976 года начал производство грейдеров ДЗ-58 (Д-700) для работы в сцепе с гидрофицированными тракторами Т-100МГП и К-700А.
Также завод выпускал иные дорожные машины, в частности несамоходные пневмоколесные катки ДУ-16Д (к седельному тягачу МоАЗ-6442), ДУ-37В (к тракторам Т-158 или Т-150К) и ДУ-39Б (для трактора Т-100М или автомашины МАЗ-500).
В 1985-1986 гг. по программе производственной кооперации завод освоил производство загрузочных люков коксовых печей (которые поступали на Горловский, Днепродзержинский, Донецкий и Стахановский коксохимические заводы) и шкивов для технологического оборудования кирпичных заводов.
В 1986 году предприятие вошло в состав минского научно-производственного объединения дорожного машиностроения «Дормаш», объединившего шесть предприятий СССР по разработке и производству дорожной техники (СКБ «Мелиормаш», опытно-экспериментальный завод СКБ «Мелиормаш», минский завод «Ударник», Волжский завод узлов и агрегатов, Саратовский завод строительных машин и Коростенский завод дорожных машин «Октябрьская кузница»).
В советское время Коростенский завод дорожных машин «Октябрьская кузница» входил в число ведущих предприятий города, находился в ведении министерства строительного, дорожного и коммунального машиностроения СССР, на балансе предприятия находились объекты социальной инфраструктуры.
После провозглашения независимости Украины государственный завод был преобразован в закрытое акционерное общество.
По состоянию на 2007 год, завод входил в число ведущих предприятий области.
Начавшийся в 2008 году экономический кризис осложнил деятельность завода и в 2012-2013 годы хозяйственное положение предприятия оставалось неблагополучным.

## Современное состояние
На данный момент на территории данного завода находится хранилище ГСМ (Горюче-смазочные материалы),также предприятие производит запасные части к дорожным машинам, сельскохозяйственное оборудование (зубовые борона, косилки и запасные части к ним), инструмент и иные металлоизделия.